# Asperula bryoides
Asperula bryoides är en måreväxtart som beskrevs av Otto Stapf. Asperula bryoides ingår i släktet färgmåror, och familjen måreväxter. Inga underarter finns listade i Catalogue of Life.